# Ferdinand Marcos
Ferdinand Emmanuel Edralin Marcos Sr. (n. 11 septembrie 1917, Sarrat⁠(d), Ilocos Region⁠(d), Filipine – d. 28 septembrie 1989, Hawaii, SUA) a fost un politician filipinez ce a deținut funcția de președinte al Filipinelor între 1965 și 1986, acesta conducând țara ca un dictator.

## Legături externe
- Bantayog ng mga Bayani Arhivat în 16 iulie 2018, la Wayback Machine. – Monument to the Heroes & victims of martial law during the Marcos regime
- The Martial Law Memorial Museum
- The Martial Law Chronicles Project
- GMA News Research: Batas Militar (Martial Law: 21 septembrie 1972 – 17 ianuarie 1981)
- Philippine Star NewsLab - 31 Years of Amnesia: Stories on the Myths that Made Marcos
- Philippine government website on the country's presidents la Wayback Machine (archived 4 d.Hr.)
- Marcos Presidential Center la Wayback Machine (archived 23 d.Hr.)
- Heroes and Killers of the 20th century: killer file: Ferdinand Marcos
- The Conjugal Dictatorship Online Download from the Ateneo de Manila Rizal Library
- "To Sing Our Own Song" - documentary on the Marcos dictatorship narrated by Jose Diokno
- Ferdinand Marcos la Internet Movie Database